# Hässleholms tekniska skola

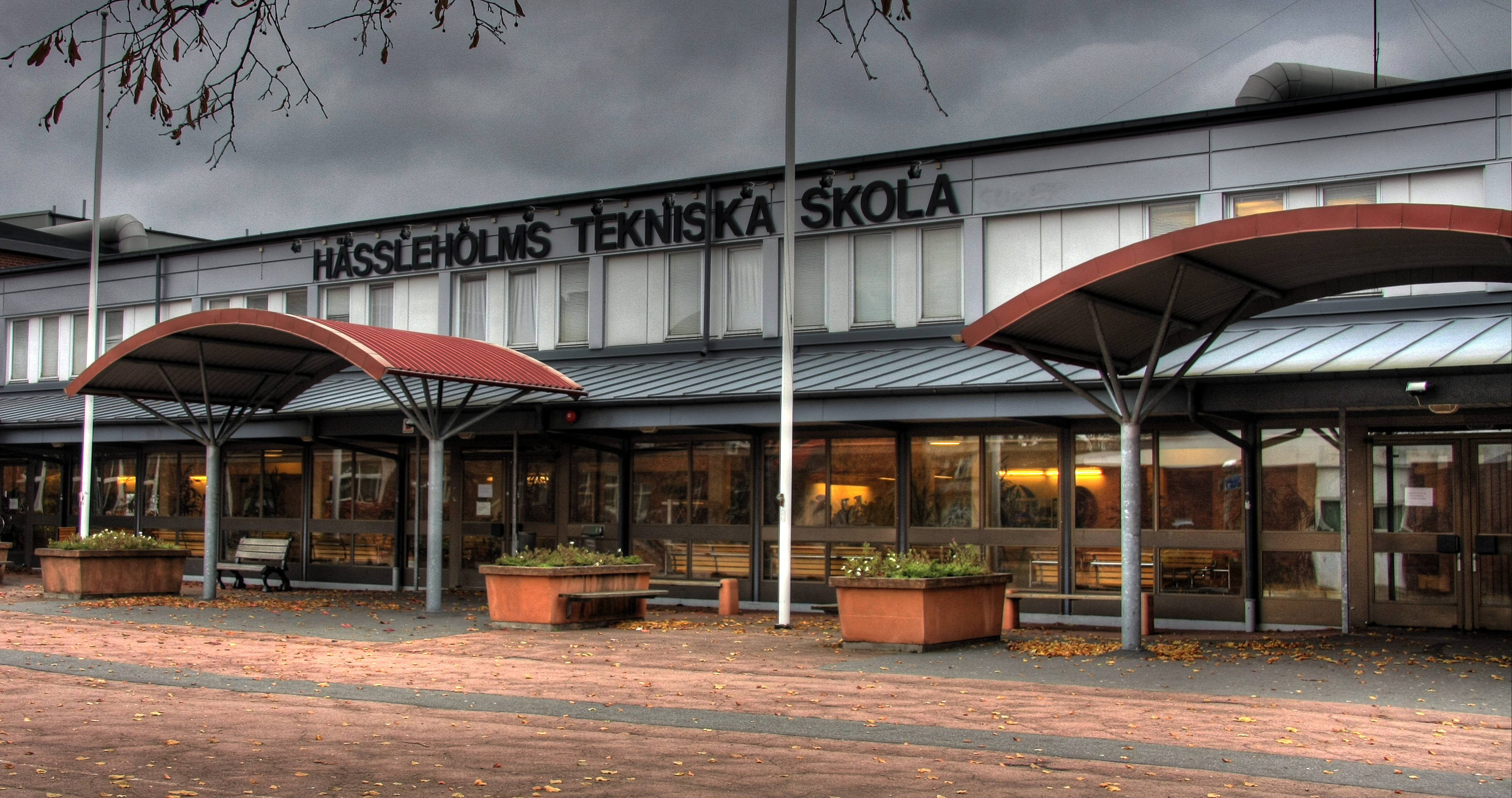
Hässleholms Tekniska Skola.

Hässleholms Tekniska Skola (HTS) är en gymnasieskola i Hässleholms kommun. På skolan går över 900 elever och där finns totalt sextio klassrum och sju laborationssalar.

## Gymnasieprogram
Hässleholms tekniska skola erbjuder sammanlagt 8 gymnasieprogram.

### Nationella program
- Ekonomiprogrammet
- Estetiska programmet
- Handel- och administrationsprogrammet
- Internationella programmet (NA/SA)
- Naturvetenskapsprogrammet
- Samhällsvetenskapsprogrammet
- Teknikprogrammet

### Introduktionsprogram
- Introduktionsprogrammet

## Historia
Skolan grundades den 10 januari 1912 på initiativ av Arvid Hultgren, och var vid den tidpunkten den enda skolan i Sydsverige som utbildade ingenjörer. I mars 1933 övergick privatskolan i kommunalregi. Läsåret 1941-42 fick skolan sin första kvinnliga elev. År 1962 blev skolan 3-årigt tekniskt gymnasium och redan år 1966 utökades med det fjärde året.
Bland kända elever kan Axel Svedlund nämnas, som blev konstruktör av de första gengasaggregaten under andra världskriget. 
2007 fick skolan som en av trettiofyra skolor priset Årets Teknikutbildning av Teknikföretagen.
Hösten 2013 slogs Hässleholms Tekniska Skola ihop med Linnéskolan i Hässleholm, då alla dess gymnasielever skulle flyttas för att ge plats åt fler grundskoleelever enligt ett kommunalt beslut. Kyrkskolans elever (årskurs F-6) flyttades således till Linnéskolan.  
Hässleholms Tekniska Skola huserar nu även Samhällsvetenskapsprogrammet och Ekonomiprogrammet, som tidigare varit förlagda på Linnéskolan. Det totala antalet elever överstiger nu 900.